# Morpho songoana
Morpho songoana är en fjärilsart som beskrevs av Weber 1944. Morpho songoana ingår i släktet Morpho och familjen praktfjärilar. Inga underarter finns listade i Catalogue of Life.